# Ołeksij Zbuń
Ołeksij Ołeksandrowycz Zbuń, ukr. Олексій Олександрович Збунь (ur. 9 czerwca 1997 we wsi Sobolówka, w obwodzie żytomierskim) – ukraiński piłkarz, grający na pozycji pomocnika.

## Kariera piłkarska

### Kariera klubowa
Wychowanek klubu BWUFK Browary, barwy którego bronił w juniorskich mistrzostwach Ukrainy (DJuFL). W 2015 roku rozpoczął karierę piłkarską w drużynie amatorskiej FK Szpołatechahro, grającej w mistrzostwach obwodu czerkaskiego. Latem 2015 został zaproszony do Zirki Kropywnycki, ale występował jedynie w młodzieżowych zespołach. Dopiero 1 kwietnia 2017 debiutował w podstawowym składzie. 29 marca 2019 podpisał kontrakt z białoruskim klubem Tarpieda Mińsk.

### Kariera reprezentacyjna
W 2017 bronił barw młodzieżowej reprezentacji Ukrainy.

## Sukcesy i odznaczenia

### Sukcesy piłkarskie
Zirka Kropywnycki
- mistrz Ukraińskiej Pierwszej Ligi: 2015/16